# Szwecja na Zimowych Igrzyskach Olimpijskich 1992
Szwecję na Zimowych Igrzyskach Olimpijskich 1992 reprezentowało 73 zawodników. Był to szesnasty start Szwecji na zimowych igrzyskach olimpijskich.

## Zdobyte medale
| Medal | Zawodnik                                                 | Dyscyplina sportowa   | Konkurencja                      |
| ----- | -------------------------------------------------------- | --------------------- | -------------------------------- |
| Złoto | Pernilla Wiberg                                          | Narciarstwo alpejskie | Gigant kobiet                    |
| Brąz  | Mikael Löfgren                                           | Biathlon              | Bieg indywidualny mężczyzn       |
| Brąz  | Leif Andersson Ulf Johansson Mikael Löfgren Tord Wiksten | Biathlon              | Sztafeta mężczyzn                |
| Brąz  | Christer Majbäck                                         | Biegi narciarskie     | 10 km stylem klasycznym mężczyzn |

## Wyniki reprezentantów Szwecji

### Biathlon
Mężczyźni
- Leif Andersson

bieg indywidualny - 38. miejsce
- Ulf Johansson

sprint - 14. miejsce
bieg indywidualny - 64. miejsce
- Mikael Löfgren

sprint - 20. miejsce
bieg indywidualny - 
- Anders Mannelqvist

sprint - 67. miejsce
bieg indywidualny - 43. miejsce
- Tord Wiksten

sprint - 48. miejsce
- Ulf Johansson
Leif Andersson
Tord Wiksten
Mikael Löfgren

sztafeta - 
Kobiety
- Inger Björkbom

sprint - 26. miejsce
bieg indywidualny - 12. miejsce
- Catarina Eklund

bieg indywidualny - 29. miejsce
- Christina Eklund

sprint - 57. miejsce
- Anna Hermansson

sprint - 43. miejsce
bieg indywidualny - 64. miejsce
- Mia Stadig

sprint - 14. miejsce
bieg indywidualny - 33. miejsce
- Christina Eklund
Inger Björkbom
Mia Stadig

sztafeta - 6. miejsce

### Biegi narciarskie
Mężczyźni
- Henrik Forsberg

10 km stylem klasycznym - 12. miejsce
Bieg łączony - 9. miejsce
50 km stylem dowolnym - 37. miejsce
- Niklas Jonsson

10 km stylem klasycznym - 5. miejsce
Bieg łączony - 13. miejsce
30 km stylem klasycznym - 7. miejsce
- Christer Majbäck

10 km stylem klasycznym - 
Bieg łączony - 6. miejsce
30 km stylem klasycznym - 6. miejsce
50 km stylem dowolnym - 11. miejsce
- Torgny Mogren

10 km stylem klasycznym - 9. miejsce
Bieg łączony - 5. miejsce
50 km stylem dowolnym - 12. miejsce
- Jan Ottoson

30 km stylem klasycznym - 11. miejsce
50 km stylem dowolnym - 44. miejsce
- Jyrki Ponsiluoma

30 km stylem klasycznym - 8. miejsce
- Jan Ottosson
Christer Majbäck
Henrik Forsberg
Torgny Mogren

sztafeta - 4. miejsce
Kobiety
- Lis Frost

5 km stylem klasycznym - 25. miejsce
Bieg łączony - 29. miejsce
15 km stylem klasycznym - 29. miejsce
30 km stylem dowolnym - 13. miejsce
- Carina Görlin

5 km stylem klasycznym - 25. miejsce
Bieg łączony - 29. miejsce
15 km stylem klasycznym - 29. miejsce
30 km stylem dowolnym - 13. miejsce
- Ann-Marie Karlsson

5 km stylem klasycznym - 25. miejsce
Bieg łączony - 29. miejsce
15 km stylem klasycznym - 29. miejsce
30 km stylem dowolnym - 13. miejsce
- Karin Säterkvist

5 km stylem klasycznym - 34. miejsce
Bieg łączony - 30. miejsce
- Magdalena Wallin-Forsberg

15 km stylem klasycznym - 26. miejsce
30 km stylem dowolnym - 34. miejsce
- Marie-Helene Westin

5 km stylem klasycznym - 9. miejsce
Bieg łączony - 6. miejsce
15 km stylem klasycznym - 10. miejsce
30 km stylem dowolnym - 7. miejsce
- Carina Görlin
Magdalena Wallin-Forsberg
Karin Säterkvist
Marie-Helene Westin

sztafeta - 7. miejsce

### Hokej na lodzie
Mężczyźni
- Peter Andersson, Peter Andersson, Charles Berglund, Patrik Carnbäck, Lars Edström, Patrik Erickson, Bengt-Åke Gustavsson, Mikael Johansson, Kenneth Kennholt, Patric Kjellberg, Petri Liimatainen, Håkan Loob, Mats Näslund, Roger Nordström, Peter Ottosson, Thomas Rundqvist, Daniel Rydmark, Börje Salming, Tommy Sjödin, Tommy Söderström, Fredrik Stillman, Jan Viktorsson - 5. miejsce

### Łyżwiarstwo figurowe
Kobiety
- Hélène Persson

solistki - DNS

### Łyżwiarstwo szybkie
Mężczyźni
- Per Bengtsson

5000 m - 21. miejsce
10 000 m - 7. miejsce
- Björn Forslund

500 m - 20. miejsce
1000 m - 31. miejsce
- Tomas Gustafson

5000 m - 13. miejsce
- Joakim Karlberg

500 m - 38. miejsce
1500 m - 26. miejsce
- Bo König

500 m - 34. miejsce
1000 m − DNF
1500 m - 21. miejsce
- Hans Markström

500 m - 33. miejsce
- Jonas Schön

1500 m - 34. miejsce
5000 m - 9. miejsce
10 000 m - 16. miejsce
Kobiety
- Jasmin Krohn

1500 m - 13. miejsce
3000 m - 11. miejsce
5000 m - 11. miejsce

### Narciarstwo alpejskie
Mężczyźni
- Mats Ericson

slalom - 14. miejsce
- Thomas Fogdö

slalom - 5. miejsce
- Jonas Nilsson

slalom - 8. miejsce
- Fredrik Nyberg

supergigant - 11. miejsce
gigant - 8. miejsce
- Johan Wallner

gigant − DNF
slalom − DNF
Kobiety
- Kristina Andersson

gigant - 10. miejsce
slalom - 11. miejsce
- Ylva Nowén

gigant − DNF
slalom - 21. miejsce
- Christina Rodling

slalom - 13. miejsce
- Pernilla Wiberg

supergigant - 12. miejsce
gigant - 
slalom − DNF

### Narciarstwo dowolne
Mężczyźni
- Björn Åberg

jazda po muldach - 16. miejsce
- Jörgen Pääjärvi

jazda po muldach - 6. miejsce
- Leif Persson

jazda po muldach - 8. miejsce
Kobiety
- Helena Waller

jazda po muldach - 20. miejsce

### Saneczkarstwo
Mężczyźni
- Mikael Holm

jedynki - 14. miejsce
- Hans Kohala
Carl-Johan Lindqvist

dwójki - 6. miejsce

### Skoki narciarskie
Mężczyźni
- Jan Boklöv

Skocznia normalna - 47. miejsce
- Mikael Martinsson

Skocznia normalna - 17. miejsce
Skocznia duża - 16. miejsce
- Per-Inge Tällberg

Skocznia duża - 50. miejsce
- Staffan Tällberg

Skocznia normalna - 35. miejsce
Skocznia duża - 27. miejsce
- Magnus Westman

Skocznia normalna - 28. miejsce
Skocznia duża - 44. miejsce
- Mikael Martinsson
Magnus Westman
Jan Boklöv
Staffan Tällberg

drużynowo - 9. miejsce